# 斯特里姆巴 (伊凡諾-法蘭科夫斯克州)
48°35′53″N 24°34′41″E / 48.59806°N 24.57806°E
斯特里姆巴（羅馬化：Strymba）是烏克蘭的村落，位於該國西部伊萬諾-弗蘭科夫斯克州，由納德沃爾納亞區負責管轄，始建於1596年，面積12.71平方公里，2001年人口2,082。